# Чернова, Ольга Рудольфовна
Ольга Рудольфовна Чернова (род. 14 июня 1976 года) — российская телеведущая и журналистка, директор филиала ОАО «Телекомпания НТВ» в городе Воронеж, собственный репортёр НТВ в Центральном Черноземье, член Союза журналистов России.

## Биография
Родилась в городе Ульяновске, в 20 лет переехала в Воронеж. В 2001 году окончила факультет журналистики МГУ им. М. В. Ломоносова по специальности «Телевизионная журналистика». Работала редактором и корреспондентом службы информационных программ Воронежской государственной ТРК и ТК.
С 2001 года — собкор НТВ в Центральном Черноземье. За десять лет в эфир вышли более одной тысячи её репортажей на самые разные темы. Автор документального фильма «Жить, чтобы летать» (про Александра Харчевского). С апреля 2011 года — директор филиала НТВ в Воронеже. Автор более 1000 репортажей.
По оценке телекритиков:
Фактология материалов, широта географии, скрупулезность в деталях, стремление вынести на передний план действие, а не себя на его фоне, а так же убедительный внешний вид и естественность поведения перед камерой сделали её репортажи из провинции не провинциальными, а профессионально воспроизводящими на экране реальную жизнь страны
Замужем за Олегом Золотарёвым, оператором НТВ. Мать двоих дочерей.

## Награды
- Лауреат премии «Известность. Регионы».
- Указом президента РФ В. В. Путина № 815 от 27 июня 2007 за большой вклад в развитие отечественного телевидения и плодотворную работу награждена медалью ордена «За заслуги перед Отечеством» II степени[2][4].
- За цикл репортажей о поиске места захоронения героя Советского Союза, командарма А. И. Лизюкова и за большой вклад в увековечивание памяти героев ВОВ награждена медалью имени А. И. Лизюкова.
- Медаль XXV лет МЧС России.